# Zita Zehner
Zita Zehner (* 8. November 1900 in Rannungen bei Schweinfurt; † 10. September 1978 in Fischbachau-Birkenstein) war eine deutsche Politikerin (CSU), Mitglied des Bayerischen Landtages und Verfassungsrichterin.

## Leben

### Ausbildung und Beruf
Zehner wurde als achtes Kind auf einem Bauernhof in Unterfranken geboren. Bis zum Ende des Ersten Weltkrieges kümmerte sie sich um den elterlichen Hof. Ab 1919 begann sie eine Ausbildung zur Hauswirtschaftslehrerin in Aschaffenburg. Zur Vervollständigung der Ausbildung besuchte sie ein Lehrerinnenseminar in Bamberg und ein Wirtschaftslehrerinnenseminar in Landshut. Als Wirtschaftslehrerin veranstaltete sie Weiterbildungskurse für Landfrauen und vertrat die Bäuerinnen in verschiedenen Kreisbauernkammern in Bayern. 1928 wurde Zehner Mitglied der Bayerischen Volkspartei (BVP). Als Gegnerin der NSDAP erhielt Zehner 1933 Berufsverbot und wurde 1935 sogar kurzzeitig inhaftiert.
Um ihren Lebensunterhalt zu verdienen, begann Zehner im Kleinen Lebensmittel zu verkaufen und baute nach und nach einen Lebensmittelgroßhandel und eine Teigwarenfabrik auf. Während der Kriegsjahre konnte sie so auch notleidende Menschen versorgen.

### Politische Karriere
Von der US-amerikanischen Militärregierung wurde sie 1945 in den Stadtrat von München berufen. 1946 wurde sie als CSU-Mitglied in den Stadtrat gewählt. Dort setzte sie sich im Wohlfahrts- und Schulausschuss für die städtischen Speiseanstalten und den Wiederaufbau bezahlbarer Wohnungen für Familien ein.
Bei der ersten Wahl zum Bayerischen Landtag am 1. Dezember 1946 wurde Zehner als CSU-Abgeordnete für den Wahlkreis Oberbayern in den Landtag gewählt. Für ihre Arbeit im Landtag gab sie 1947 ihren Stadtratsposten und ihre Unternehmen auf. Insgesamt saß Zehner fast 24 Jahre ununterbrochen im Landtag. Am 10. Dezember 1970 schied sie – 70-jährig – aus dem Parlament aus. Als Landtagsabgeordnete arbeitete sie in den Ausschüssen für Sozialpolitische Angelegenheiten, für Eingaben und Beschwerden, für Ernährung und Landwirtschaft, für Wirtschaft oder für Kulturpolitische Fragen. Seit 1946 war Zehner 1. Schriftführerin des Landtag-Präsidiums. Ab 1950 war sie Mitglied im Ältestenrat. 1949/50 war Zehner Mitglied der Bundesversammlung.

### Bayerischer Verfassungsgerichtshof
Am 24. April 1959 wurde Zehner vom Bayerischen Landtag zum nichtberufsrichterlichen Mitglied des Bayerischen Verfassungsgerichtshofs gewählt. Sie wurde drei Mal wiedergewählt und schied zum Ende der Legislaturperiode 1974 aus.

### Engagement und Mitgliedschaften
- Von 1953 bis 1969 war sie Vorsitzende der Frauenarbeitsgemeinschaft der CSU, der späteren Frauen-Union. Dort engagierte sie sich für die Stellung der Frau im öffentlichen Leben und für die Zusammenarbeit katholischer und evangelischer Frauen.[2]
- Seit 1927 Mitglied des Katholischen Frauenbundes.[2]
- Von 1946 bis 1966 stellvertretende Vorsitzende des Gefängnisbeirates der Frauenstrafanstalten Rothenfels und Stadelheim.[1]
- Von 1954 bis 1966 Vorsitzende des Gefängnisbeirates Frauenstrafanstalt Aichach[1]
- Von 1957 bis 1962 Mitglied im Beirat zur Wiedergutmachung beim Landesentschädigungsamt[1]

### Privates
Zehner war nicht verheiratet. Ab den 60er Jahren betrieb sie in Birkenstein eine kleine Pension. Sie starb am 10. September 1978 im Alter von 77 Jahren und wurde auf dem Münchener Friedhof Bogenhausen bestattet. Die Grabstelle wurde 2011 aufgelöst.

## Auszeichnungen und Ehrungen
- 1959: Bayerischen Verdienstorden[2]
- 1965: Verdienstorden der Bundesrepublik Deutschland: Großes Verdienstkreuz[8]
- Päpstlicher Orden Pro Ecclesia et Pontifice[2]
- In Würdigung ihrer Verdienste benannte die Stadt München am 14. Oktober 2000 einen Platz unweit ihrer ehemaligen Wohnung im Stadtbezirk Au-Haidhausen nach ihr.[9]
- In ihrem Geburtsort Rannungen ist ebenfalls eine Straße nach ihr benannt.[10]
- Ehrenbürgerin von Rannungen[11]

## Publikation
- Zenta Zehner: Die Selbstherstellung vom Süßmost im Haushalt. Hrsg.: Haus- und Landfrauenvereinigung des Katholischen Frauenbundes. München 1932, DNB 578468964.